# Leitura cerebral
Leitura cerebral utiliza as múltiplas respostas dos voxeis no cérebro "chamadas" por estímulos, após isso são detectadas por IRMf de forma a decodificar o estímulo fisiológico original. Os estudos relacionados à leitura cerebral diferem no tipo de decodificação (isto é, classificação, identificação e reconstrução) empregada, o alvo (isto é, decodificação de padrões visuais, padrões auditivos e estados cognitivos), e os algoritmos de decodificação (classificador linear, classificação não-linear, reconstrução direta, reconstrução bayesiana, etc.) empregados.

## Classificação
Em classificação, é usado um padrão de atividades através de múltiplos vóxeis para determinar a classe particular de onde o estímulo foi elaborado. Muitos estudos tem classificado estímulo visual, mas essa abordagem também tem sido usado para classificar estados cognitivos.

## Reconstrução
Na reconstrução, no âmbito da leitura cerebral, o objetivo é criar um representação exata da imagem que foi apresentada. Estudos iniciais usaram voxeis de áreas do córtex visual primário (V1, V2, V3) para a reconstrução geométrica dos estímulos estruturados como padrões de tabuleiro xadrez bruxuleantes (piscantes).

## Imagens naturais
Estudos mais recentes usaram voxels desde o córtex visual primário até o córtex extra-estriado (áreas visuais V3A, V3B, V4 e o occipital lateral) junto com técnicas de inferência bayesiana para reconstruir imagens naturais complexas. A abordagem de leitura cerebral usa três componentes:
- Um modelo de codificação estrutural que caracteriza as respostas nas áreas visuais primárias;
- Um modelo de codificação semântica nas áreas visuais anteriores (anterior visual areas);
- Um prior bayesiano que descreve as estátisticas scene estruturais e semânticas.[4]

Experimentalmente, o procedimento é para os indivíduos verem 1750 imagens naturais em preto e branco, todas correlacionadas com a ativação do voxel no cérebro deles. Então os indivíduos visualizam outras 120 novas imagens e as informações dos primeiros escaneamentos é utilizada para reconstrui-las. Entre as imagens naturais empregadas incluem-se "fotografias" de um porto, artista em um palco e folhagem densa.

## Outros tipos
É possível identificar qual de duas formas de ilusões binoculares rivais uma pessoa experimentou subjetivamente através de sinais IRMf. A categoria do evento que a pessoa se recorda livremente pode ser identificada, dos sinais IRMf, depois de disserem o que se lembram. Análise estatística da eletroencefalografia de ondas cerebrais tem reivindicado a possibilidade de reconhecimento de fonemas, e, a um percentual entre 60% a 75%, o nível da cor e o formato visual das palavras. Também foi demonstrado que leitura cerebral pode ser feita em um ambiente virtual complexo.